# Vojne napovedi v prvi svetovni vojni
Vojna napoved je dejanje, s katerim ena država napove vojno drugi državi. Vojno napoved običajno napove javni govor ali predstavitev podpisanega dokumenta pooblaščeni osebi nacionalne vlade, da bi razglasili vojno stanje med dvema ali več suverenih držav. V okviru prve svetovne vojne je bil uradni mednarodni protokol za razglasitev vojne opredeljen v Haaški konvenciji iz leta 1907 (ali Haaški II).     

## Seznam vojnih napovedi
Spodaj je razpredelnica, ki prikazuje vojne napovedi med državami, ki so se zgodile med prvo svetovno vojno. Navedeni so datumi (med neposrednim izbruhom prve svetovne vojne ali med njo).
| Datum             | Napovednik                     | Tarča                                                 |
| ----------------- | ------------------------------ | ----------------------------------------------------- |
| 28. julij 1914    | Avstro-Ogrska                  | Srbija                                                |
| 31. julij 1914    | Rusija                         | Avstro-Ogrska                                         |
| 1. avgust 1914    | Nemčija                        | Rusija                                                |
| 3. avgust 1914    | Nemčija                        | Francija, Belgija                                     |
| 4. avgust 1914    | Združeno Kraljestvo            | Nemčija                                               |
| 5. avgust 1914    | Črna gora                      | Avstro-Ogrska                                         |
| 6. avgust 1914    | Avstro-Ogrska                  | Rusija                                                |
| 6. avgust 1914    | Srbija                         | Nemčija                                               |
| 8. avgust 1914    | Črna gora                      | Nemčija                                               |
| 12. avgust 1914   | Francija, Združeno Kraljestvo  | Avstro-Ogrska                                         |
| 23. avgust 1914   | Japonska                       | Nemčija                                               |
| 24. avgust 1914   | Japonska                       | Avstro-Ogrska                                         |
| 28. avgust 1914   | Avstro-Ogrska                  | Belgija                                               |
| 1. november 1914  | Rusija                         | Osmansko cesarstvo                                    |
| 5. november 1914  | Francija, Združeno Kraljestvo  | Osmansko cesarstvo                                    |
| 11. november 1914 | Osmansko cesarstvo             | Rusija, Japonska, Združeno Kraljestvo                 |
| 2. december 1914  | Srbija                         | Osmansko cesarstvo                                    |
| 3. december 1914  | Črna gora                      | Osmansko cesarstvo                                    |
| 5. december 1914  | Japonska                       | Osmansko cesarstvo                                    |
| 23. maj 1915      | Italija                        | Avstro-Ogrska                                         |
| 21. avgust 1915   | Italija                        | Nemčija                                               |
| 28. avgust 1915   | Italija                        | Osmansko cesarstvo                                    |
| 14. oktober 1915  | Bolgarija                      | Srbija                                                |
| 15. oktober 1915  | Združeno Kraljestvo, Črna gora | Bolgarija                                             |
| 16. oktober 1915  | Francija, Japonska             | Bolgarija                                             |
| 19. oktober 1915  | Italija, Rusija                | Bolgarija                                             |
| 9. marec 1916     | Nemčija                        | Portugalska                                           |
| 15. marec 1916    | Avstro-Ogrska                  | Portugalska                                           |
| 28. avgust 1916   | Romunija                       | Avstro-Ogrska                                         |
| 1. september 1916 | Nemčija                        | Romunija                                              |
| 6. april 1917     | Združene države Amerike        | Nemčija                                               |
| 7. april 1917     | Panama, Kuba                   | Nemčija                                               |
| 27. junij 1917    | Grčija                         | Nemčija, Avstro-Ogrska, Osmansko cesarstvo, Bolgarija |
| 22. julij 1917    | Siam                           | Avstro-Ogrska, Nemčija                                |
| 4. avgust 1917    | Liberia                        | Nemčija                                               |
| 14. avgust 1917   | Kitajska                       | Nemčija, Avstro-Ogrska                                |
| 26. oktober 1917  | Brazilija                      | Nemčija                                               |
| 7. december 1917  | Združene države Amerike        | Avstro-Ogrska                                         |
| 10. december 1917 | Panama                         | Avstro-Ogrska                                         |
| 23. april 1918    | Guatamela                      | Nemčija                                               |
| 6. maj 1918       | Nikaragva                      | Avstro-Ogrska, Nemčija                                |
| 23. maj 1918      | Costa Rica                     | Nemčija                                               |
| 12. julij 1918    | Haiti                          | Nemčija                                               |
| 19. julij 1918    | Honduras                       | Nemčija                                               |